# October (журнал)
October — ежеквартальный журнал о современном искусстве, арт-критике и критической теории, издающийся в США. Является одним из самых влиятельных журналов в области современного искусства и критики в англо-говорящем мире.

## История
Журнал основан в 1976 году в Нью-Йорке Розалиндой Краусс совместно с Аннет Майклсон. Журнал назван в честь фильма Сергея Эйзенштейна «Октябрь», что символизирует эстетические (авангард) и политические («левизна») предпочтения его создателей. В течение нескольких лет после создания к основателям присоединились Jeremy Gilbert-Rolfe, Yve-Alain Bois, Hal Foster и Беньямин Бухло. В этот период, совпавший с появлением английских переводов французских постструктуралистов, October стал главной площадкой интерпретации постмодернистского искусства.

## Стиль
Наравне с глубокими теоретическими текстами, в журнале печатаются критические статьи о кино и массовой культуре, написанные с прогрессивных позиций.

## Известные авторы
- Беньямин Бухло
- Розалинда Краусс
- Тьерри де Дюв
- Yve-Alain Bois
- Hal Foster
- Jeremy Gilbert-Rolfe
- Annette Michelson
- Craig Owens